# Eugenie Forde
Eugenie Forde (22 de junho de 1879 — 5 de setembro de 1940) foi uma atriz norte-americana da era do cinema mudo. Ela estrelou em um total de 73 produções entre 1912 e 1927 em filmes como The Diamond from the Sky (1915) e Wives and Other Wives com atores como Charlotte Burton e William Garwood.
Forde era a mãe da atriz Victoria Forde.

## Filmografia selecionada
- The Power of Melody (1912, Short)
- The Diamond from the Sky (1915) - Hagar Harding
- The Great Question (1915, Short) - Lois Valerie - an Adventuress
- The Smugglers of Santa Cruz (1916, Short) - Jean
- The White Rosette (1916) - Lady Elfrieda / Frieda Carewe
- True Nobility (1916) - Countess Nicasio
- Lying Lips (1916) - Wanda Howard
- The Courtesan (1916) - Mayda St. Maurice
- Purity (1916) - Judith Lure
- The Light (1916) -Zonia
- The Undertow (1916) - Mrs. King
- Lonesome Town (1916) - Mrs. Wonder
- The Innocence of Lizette (1916) - Granny Page
- The Gentle Intruder (1917) - Mrs. Baxter
- Annie-for-Spite (1917) - Mrs. Emily Nottingham
- The Upper Crust (1917) - Mrs. Todd
- Charity Castle (1917) - Zelma Verona
- Conscience (1917) - Madge's Mother
- Cupid's Round Up (1918) - Red Bird
- Wives and Other Wives (1918) - Mrs. Doubleday
- Fair Enough (1918) - Mrs. Ellen Dickson
- The Girl o' Dreams (1918) - Mrs. Hansen
- Sis Hopkins (1919) - Miss Peckover
- The Man Who Turned White (1919) - Minor Role (uncredited)
- Strictly Confidential (1919) - Jane
- Bonnie Bonnie Lassie (1919)
- The Virgin of Stamboul (1920) - Agia - Sari's Mother
- The Road to Divorce (1920) - Aunt Mehitable
- A Tokyo Siren (1920) - Minor role
- Sic-Em (1920) - Mrs. Chatfield Curtis
- See My Lawyer (1921) - Aunt Kate
- A Ridin' Romeo (1921) - Queenie Farrell
- Fortune's Mask (1922) - Madame Ortiz
- Cameo Kirby (1923) - Madame Davezac
- Blow Your Own Horn (1923) - Mrs. Jolyon
- Memory Lane (1926) - Mary's Mother
- That's My Baby (1926) - Mrs. John Raynor
- Captain Salvation (1927) - Mrs. Bellows
- Wilful Youth (1927) - Mrs. Claudia Tavernay